# Léa Seydoux
Léa Seydoux (; născută Léa Hélène Seydoux-Fornier de Clausonne; n. 1 iulie 1985, Paris, Île-de-France, Franța) este o actriță franceză. Ea și-a început cariera în actorie în industria franceză de film, apărând în filme precum The Last Mistress (2007) și On War (2008). Ea a atras pentru prima oară atenția publicului când a fost nominalizată la Premiul César pentru performanța din The Beautiful Person (2008) și când a câștigat ”Trophée Chopard”, premiu acordat actorilor nou-veniți, la Festivalul Internațional de Film de la Cannes.
De atunci, ea a apărut și în câteva filme de la Hollywood, precum Inglourious Basterds (2009), Robin Hood (2010), Midnight in Paris (2011) și Mission: Impossible – Ghost Protocol (2011). În industria franceză, ea a fost nominalizată pentru a doua oară la Premiul César pentru rolul din Belle Épine (2010), iar a treia și ultima nominalizare la Premiul César a venit pentru rolul din Farewell, My Queen (2012).
În 2013, Seydoux a captat atenția pe scară largă când i-a fost acordat premiul Palme d'Or la Festivalul Internațional de Film de la Cannes, pentru rolul din filmul aclamat Blue Is the Warmest Colour. Ea a mai câștigat și un premiul Lumière, dar a mai fost nominalizată și la premiile BAFTA în anul următor. În octombrie 2014, a primit rolul lui Madeleine Swann, următoarea ”fată Bond”, în filmul Spectre, al 24-lea film James Bond, care s-a lansat în 2015.

## Tinerețe
Seydoux s-a născut în 1985, fiind fiica afaceristului Henri Seydoux și a filantropistei Valérie Schlumberger. Ea s-a născut la Passy, în al 16-lea arondisment al Parisului, dar a crescut în Saint-Germain-des-Prés, al 6-lea arondisment al Parisului. Ea are cinci frați mai mici și o soră mai mare, Camille, care lucrează ca stilistul ei. Ambii părinți ai ei sunt descendenți de alsacieni. Tatăl ei este stră-strănepotul afaceristului și inventatorului Marcel Schlumberger, în timp ce mama sa este strănepoata fratelui lui Marcel, Maurice Schlumberger. Părinții lui Seydoux au divorțat pe când ea avea trei ani și erau în mare parte plecați de acasă, mama ei în Africa, iar tatăl ei cu afaceri, și, deoarece făcea parte dintr-o familie mare, ea "s-a simțit pierdută în mulțime... Eram foarte singură când eram copil. Aveam mai mereu impresia că eram orfană." Datorită implicării familiei ei în lumea publică, Seydoux a crescut împreună cu oameni precum fotograful Nan Goldin, muzicienii Lou Reed și Mick Jagger, precum și cu designerul Christian Louboutin. Timp de șase ani, ea a mers într-o tabără de vară în America, la insistențele tatălui ei, care a vrut ca ea să învețe engleza. A fost crescută după regulile stricte ale protestanților, dar nu este religioasă.
Bunicul meu, Jérôme, nu s-a interesat niciodată de cariera mea. [Familia mea] nu a făcut nimic pentru a mă ajuta. Și nici nu am cerut ajutorul, vreodată.
Familia Seydoux este cunoscută în Franța. Bunicul ei, Jérôme Seydoux, este șeful companiei de film Pathé; unchiul ei, Nicolas Seydoux, este șeful companiei Gaumont Film Company; celălalt unchi al ei, Michel Seydoux, tot producător de film, este președintele clubului Lille OSC; iar tatăl ei este președinte-executiv al companiei franceze de wireless Parrot. În ciuda legăturilor cu lumea publică, familia ei nu a manifestat niciun interes și nici nu a ajutat-o în cariera ei cinematografică. Ea nu a avut nicio dorință de a juca pe când era copil. Ea a vrut însă să fie cântăreață la operă, studiind muzica la Conservatorul din Paris.
Mama ei, Valérie Schlumberger, este o fostă actriță, acum filantropistă, și fondatoarea CSAO (Compania Senegalului și a Africii de Vest), care promovează munca artiștilor africani. Seydoux a lucrat, într-un timp, ca model pentru linia de bijuterii Jokko. Schlumberger, care a locuit în Senegal pe timpul adolescenței, este și fondatoarea organizației caritabile ASAO (Asociația pentru Senegal și Africa de Vest), dar și a Empire des enfants, un centru pentru copiii orfani din Dakar.
Seydoux a declarat că tinerețea ei s-a simțit ciudat pentru ea: "Oamenilor le plăcea de mine, dar m-am simțit mereu la locul nepotrivit." Încă îngrijorată de timiditatea ei, Seydoux a confirmat că a avut o criză de anxietate în timpul Festivalului Internațional de Film de la Cannes din 2009.

## Cariera de model

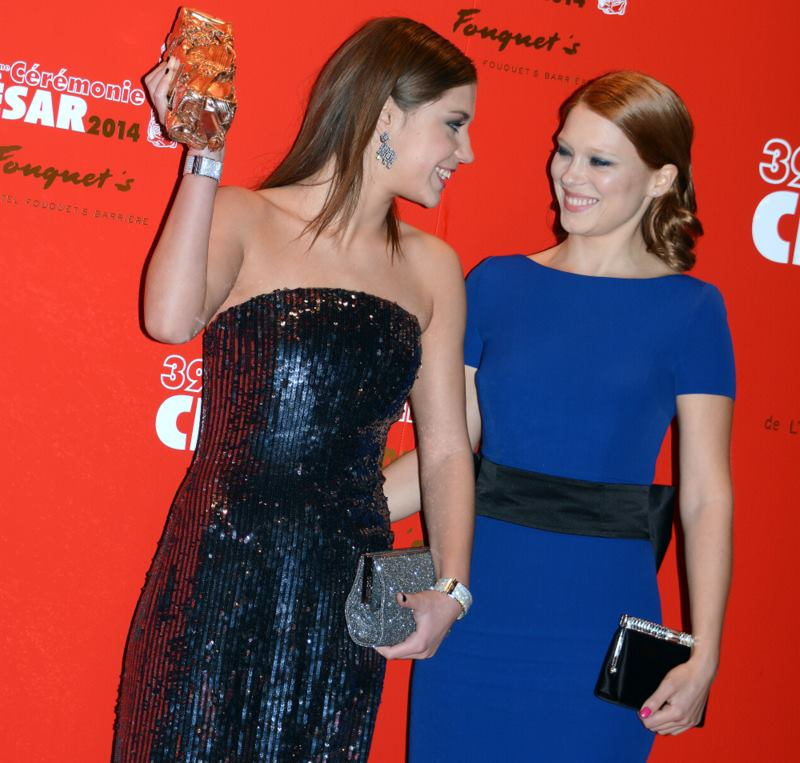
Léa Seydoux și Adèle Exarchopoulos la Premiile César 2014

Seydoux a lucrat ca model pentru numeroase magazine și branduri, dar ea se vede "mereu ca o actriță", nu ca un model. Ea a participat în reclama "Dangerous Liaison" a lui Levi's, dar și în alte câteva editoriale foto, inclusive pentru Vogue Paris, American Vogue, Numéro, L'Officiel, CRASH, Another Magazine și revista W. Seydoux a făcut parte din colecția Resort (2012) a celor de la Prada, dar a realizat și un pictorial nud în revista pentru bărbați Lui.

## Viața personală
Seydoux a declarat că filmările pentru Blue Is the Warmest Colour au făcut-o să-și pună la întrebare sexualitatea: "Bineînțeles că am făcut asta, să mă întreb. Eu, ca ființă umană... Nu poți spune că este nimic, filmând acele scene. Bineînțeles că m-am întrebat. Dar, nu am avut nicio revelație."

## Onoruri
În 2016, Seydoux a fost onorată cu Ordinul Cavaleresc de Arte și Litere.

## Filmografie
| An   | Titlu                                                    | Rol                           | Regizor                      | Note |
| ---- | -------------------------------------------------------- | ----------------------------- | ---------------------------- | --- |
| 2006 | Mes copines                                              | Aurore                        | Sylvie Ayme                  | |
| 2007 | La Consolation                                           | Camille                       | Nicolas Klotz                | Scurtmetraj |
| 2007 | The Last Mistress                                        | Olivia                        | Catherine Breillat           | |
| 2007 | 13 French Street                                         | Jenny                         | Jean-Pierre Mocky            | |
| 2008 | On War                                                   | Marie                         | Bertrand Bonello             | |
| 2008 | Les Vacances de Clémence                                 | Jackie                        | Michel Andrieu               | |
| 2008 | Des poupées et des anges                                 | Gisèle                        | Nora Hamdi                   | |
| 2008 | The Beautiful Person                                     | Junie                         | Christophe Honoré            | Premiul Trophée Chopard pentru revelația feminină a anului, premiu din cadrul Festivalul Internațional de Film de la Cannes Nominalizare—Premiul César pentru Cea Mai Promițătoare Actriță Nominalizare—Étoiles d'or du cinéma français Nominalizare—Premiul Lumière |
| 2009 | Lourdes                                                  | Maria                         | Jessica Hausner              | |
| 2009 | Des illusions                                            | Fata de la metrou             | Etienne Faure                | |
| 2009 | Inglourious Basterds                                     | Charlotte LaPadite            | Quentin Tarantino            | Diferite premii din partea Societăților Americane de Film |
| 2009 | Plein sud                                                | Léa                           | Sébastien Lifshitz           | |
| 2010 | Robin Hood                                               | Isabella de Angoulême         | Ridley Scott                 | |
| 2010 | Petit tailleur                                           | Marie–Julie                   | Louis Garrel                 | Scurtmetraj |
| 2010 | Sans laisser de traces                                   | Fleur                         | Grégoire Vigneron            | |
| 2010 | Belle Épine                                              | Prudence Friedmann            | Rebecca Zlotowski            | Nominalizare—Premiul César |
| 2010 | Roses à crédit                                           | Marjoline                     | Amos Gitai                   | |
| 2010 | Mysteries of Lisbon                                      | Blanche de Montfort           | Raúl Ruiz                    | |
| 2011 | Midnight in Paris                                        | Gabrielle                     | Woody Allen                  | Diferite nominalizări din partea Societăților Americane de Film |
| 2011 | Mission: Impossible – Ghost Protocol                     | Sabine Moreau                 | Brad Bird                    | |
| 2011 | Time Doesn't Stand Still                                 | Elle                          | Asa Mader Benjamin Millepied | Scurtmetraj |
| 2011 | Le roman de ma femme                                     | Ève                           | Jamshed Usmonov              | Nominalizare—Prix Romy Schneider |
| 2012 | Farewell, My Queen                                       | Agathe-Sidonie Laborde        | Benoît Jacquot               | Premiul Cabourg pentru cea mai bună actriță Nominalizare—Premiul César |
| 2012 | Sister                                                   | Louise                        | Ursula Meier                 | Premiul Cabourg pentru cea mai bună actriță |
| 2013 | Blue Is the Warmest Colour                               | Emma                          | Abdellatif Kechiche          | Diferite premii și nominalizări din partea Societăților internaționale de Film |
| 2013 | Grand Central                                            | Karole                        | Rebecca Zlotowski            | Premiul Lumières pentru cea mai bună actriță |
| 2013 | Prada: Candy                                             | Candy                         | Wes Anderson Roman Coppola   | Scurtmetraj |
| 2014 | Beauty and the Beast                                     | Belle                         | Christophe Gans              | |
| 2014 | The Grand Budapest Hotel                                 | Clotilde                      | Wes Anderson                 | Diferite premii și nominalizări din partea Societăților Americane de Film |
| 2014 | Saint Laurent                                            | Loulou de la Falaise          | Bertrand Bonello             | |
| 2015 | Jurnalul unei cameriste (Journal d'une femme de chambre) | Célestine                     | Benoît Jacquot               | |
| 2015 | The Lobster                                              | Conducătoare a singuraticilor | Yorgos Lanthimos             | |

- 2015 Spectre, regia Sam Mendes
- 2016 It's Only the End of the World, regia Xavier Dolan : Suzanne
- 2021 Nu e vreme de murit (No Time to Die), regia Cary Joji Fukunaga : Madeleine Swann
- 2021 France, regia Bruno Dumont : France de Meurs
- 2021 The French Dispatch, regia  Wes Anderson : Simone
- 2021 Mourir peut attendre (Format:Langue), regia  Cary Joji Fukunaga : Madeleine Swann
- 2021 L'Histoire de ma femme, regia Ildikó Enyedi : Lizzy
- 2021 Tromperie, regia Arnaud Desplechin : l'amante anglaise
- 2022 Les Crimes du futur (Format:Langue), regia  David Cronenberg : Caprice
- 2022 Un beau matin, regia  Mia Hansen-Løve : Sandra
- 2023 La Bête, regia  Bertrand Bonello : Gabrielle
- 2024 Dune, deuxième partie, regia  Denis Villeneuve : Dame Margot Fenring
- 2024 Le Deuxième Acte, regia  Quentin Dupieux : Florence Drucker